# Credito Varesino
Il Credito Varesino è stato una banca italiana con sede a Varese.

## Storia
Fondato nel 1898, il Credito Varesino si affermò rapidamente quale istituto bancario di riferimento della provincia di Varese: nel 1934 contava filiali nei maggiori comuni del territorio e anche una a Milano, intrattenendo relazioni con il Banco di Napoli e il Banco di Sicilia.
Nel 1919 entrò nell'orbita del Credito Italiano, mantenendo comunque la propria autonomia gestionale.
Negli anni del miracolo economico il Credito Varesino fu la banca di riferimento delle attività imprenditoriali della famiglia Bonomi.
Nel 1976 la banca passò sotto il controllo de La Centrale, società finanziaria di riferimento del gruppo facente capo al Banco Ambrosiano, all'epoca guidato da Roberto Calvi. Il Credito mantenne comunque il proprio marchio e le proprie insegne sulle filiali di competenza
Nel 1984, a seguito dello scandalo che condusse alla bancarotta la banca capofila, il Credito Varesino venne rilevato dalla Banca Popolare di Bergamo, che seppe consolidarne la gestione: all'alba dei primi anni 1990 la banca di Varese era il tredicesimo istituto creditizio italiano per raccolta.
La sua storia come entità autonoma terminò nel 1992, allorché la Banca Popolare di Bergamo lo incorporò, mutando denominazione in Banca Popolare di Bergamo-Credito Varesino. Nel 2003, col passaggio della BPB nel gruppo Banche Popolari Unite, il nome del Credito Varesino scomparve dalla ragione sociale.

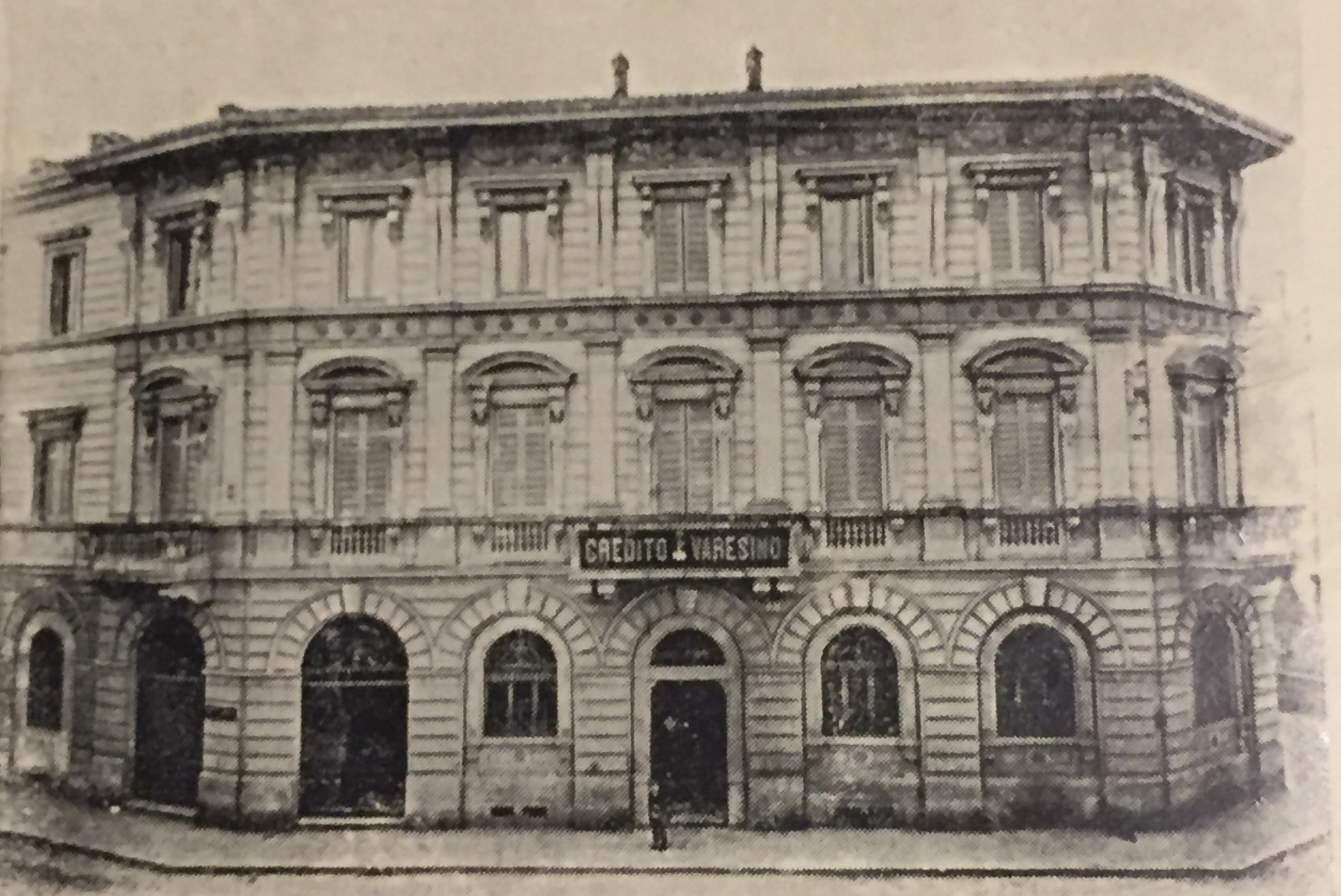
L'originaria sede centrale di Varese, in corso Roma (poi corso Aldo Moro), poi distrutta dai bombardamenti nella seconda guerra mondiale
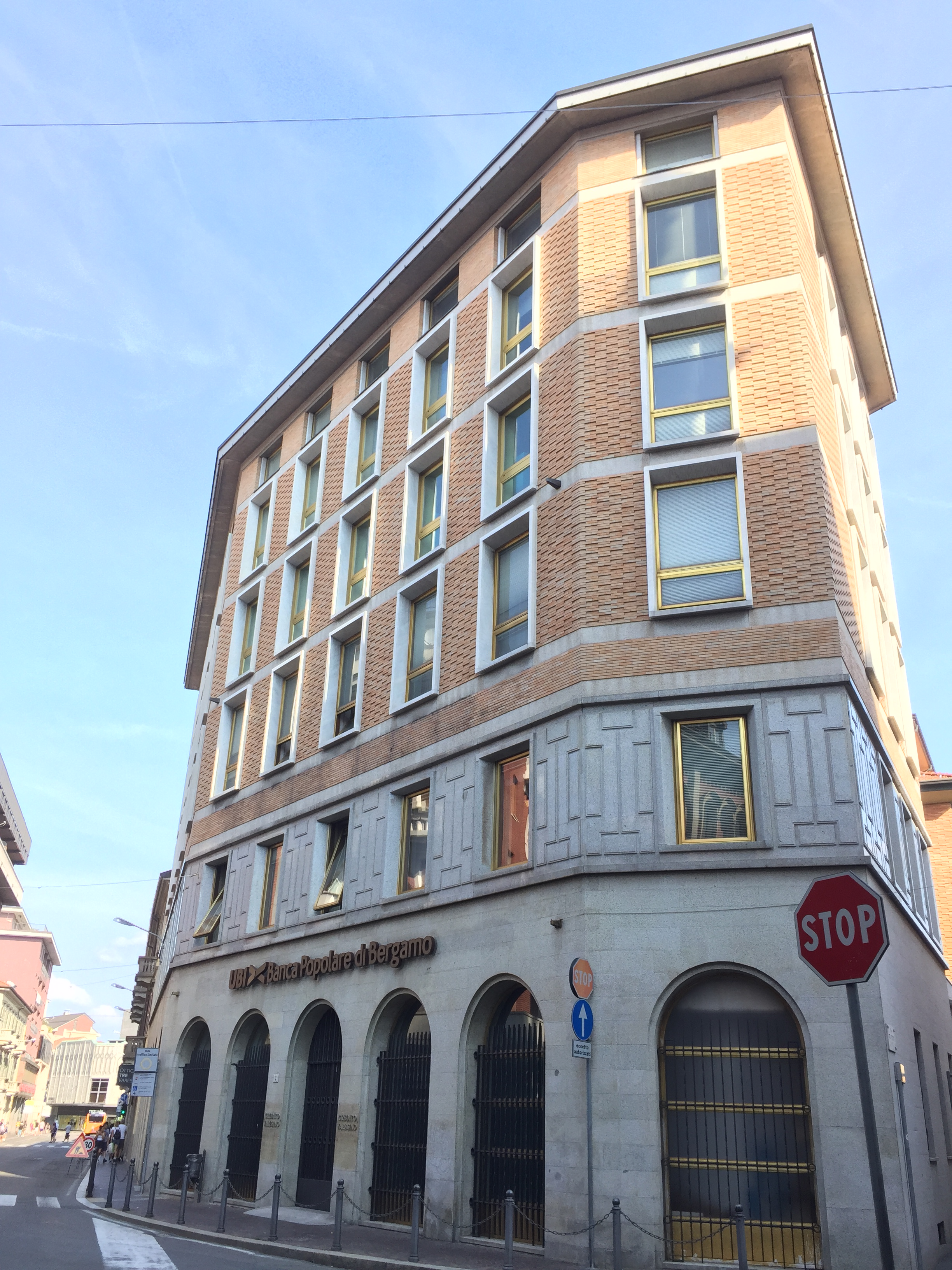
La sede centrale ricostruita negli anni 1950: accanto al portone centrale è ancora visibile l'insegna Credito Varesino